# 宮原総合運転所

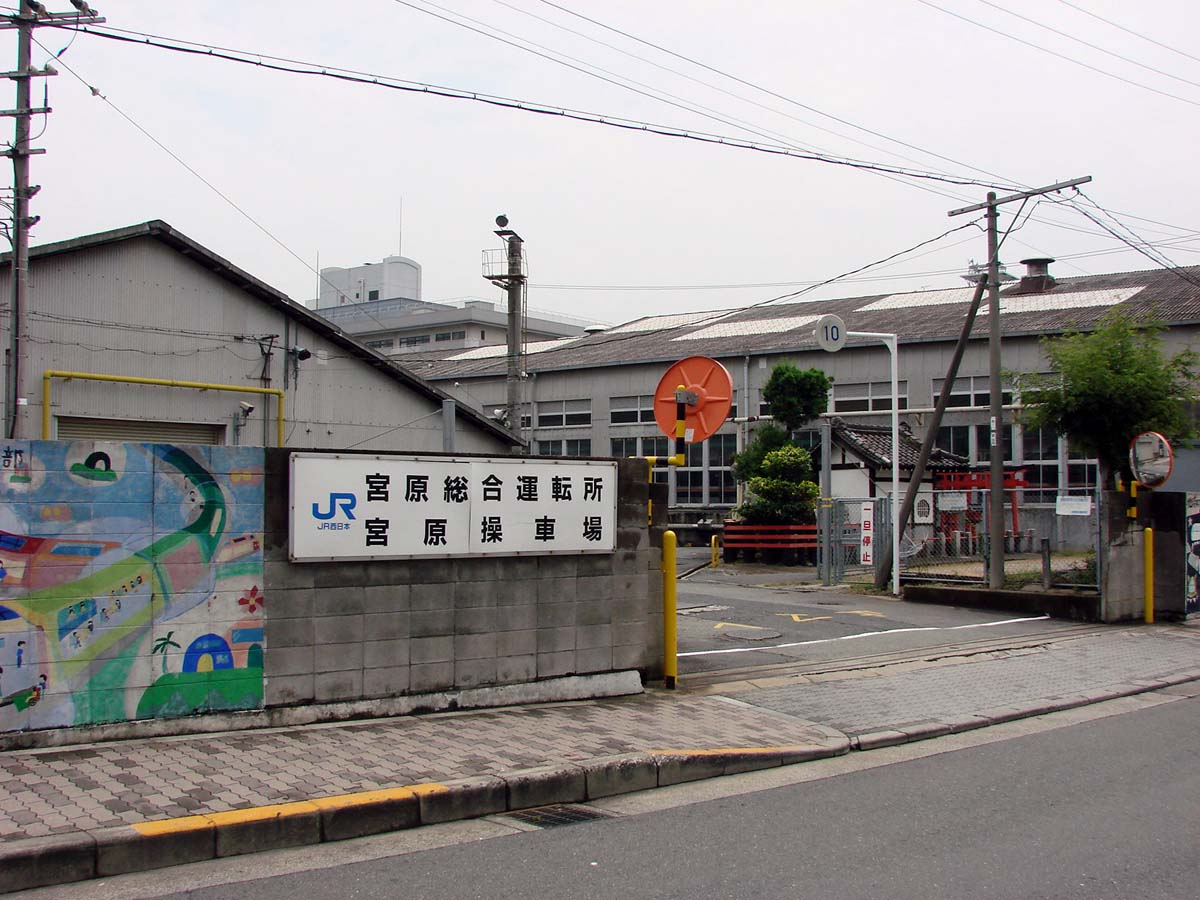
宮原総合運転所・宮原操車場正門

宮原総合運転所（みやはらそうごううんてんじょ）とは、かつて大阪府大阪市淀川区木川東4丁目にあった西日本旅客鉄道（JR西日本）の車両基地である。2012年6月の組織改正により網干総合車両所宮原支所に継承されている。
本項では停車場としての宮原操車場についても記述する。

## 概要
近畿統括本部の管轄で、新大阪駅の南西に位置している。敷地面積は、146,189m2。
大阪駅の輸送量の増加により、電化と高架化によって大阪駅を旅客扱い専用駅として改良することとなり、従来大阪駅構内で行っていた車両の留置・清掃を、別の場所に設けた車両基地で行うこととなった。そのための拠点として開設されたのが宮原操車場である。その後、宮原機関区・宮原客車区・宮原電車区が発足し、列車の組成・車両の入換えなどを行う操車場としての宮原操車場の4つが同一構内にあった。民営化以降は統廃合を経て宮原総合運転所となっていたが、2012年6月1日に行われた検修体制の見直しにより、網干総合車両所に統合されて同所の宮原支所となった。
大阪駅発着の快速・丹波路快速と一部の特急「サンダーバード」「ひだ」は当運転所まで回送されている。かつては寝台特急「トワイライトエクスプレス」、「日本海」、特急「白鳥」と「しなの」なども回送されていた。

### 過去に存在した組織
- 宮原電車区
  - 吹田派出所
  - 大阪派出所
  - 高槻派出所

- 宮原客車区
  - 鷹取派出所
  - 大阪派出所

- 宮原機関区
  - 梅田支区

## 宮原総合運転所

### 設備
機関車や客車など、多車種が所属しているため、検修庫は機関車庫・機関車仕業庫・客車庫・電車庫が設けられている。構内配線は、発線が18線、着線が17線、電車仕業線が5線、客車仕業線が5線、電留線が13線、留置線が19線、回行線が2線、検修線が17線設けられている。

### 配置車両の車体に記される略号
旅客車は所属組織の略号と、宮原の電報略号である「ミハ」から構成されている。
国鉄時代は大ミハ（「大」は大阪鉄道管理局の意味）で、JR発足後は近ミハ（「近」は近畿圏運行本部の意味）であった。その後の組織改正により「本ミハ」（「本」は本社直轄の意味）となり、「大ミハ」（「大」は大阪支社の意味）を経て、2010年（平成22年）12月1日の組織改正により近ミハ（「近」は近畿統括本部を意味）となった。
機関車は、宮原を意味する宮となっている。

### 配置車両

#### 廃止時の所属車両
2012年4月1日当時の所属車両は以下の通り。なお、車籍がないものの保存されている車両があり、保存車両の節に記載している。
| 電車  | 気動車 | 機関車 | 客車 | 貨車 | 合計  |
| ----- | ------ | ------ | ---- | ---- | ----- |
| 193両 | 0両    | 7両    | 53両 | 0両  | 253両 |

##### 電車
- 225系電車（42両）
  - 225系のうち6000番台の6両編成（ML編成）5本と4両編成（MY編成）3本が配置されており、福知山線（JR宝塚線）で運用されている[7]。全車が網干総合車両所から転入した。
- 223系電車（88両）
  - 223系のうち6000番台の4両編成（MA編成）22本が配置されている。2007年度製造車で、パンタグラフを2基搭載している。
  - 2008年（平成20年）3月15日より、尼崎駅からJR東西線・片町線（学研都市線）・おおさか東線・関西本線（大和路線）を経由して奈良駅まで直通快速として運用を開始した。2011年（平成23年）3月12日改正で直通快速は網干総合車両所の207系に変更され、おおさか東線方面への運用は終了した[8]。
  - 2008年（平成20年）6月28日からは、福知山線（JR宝塚線）の丹波路快速・快速（大阪駅発着）などでの運用も開始されている。
  - 2012年3月にMA21編成（旧V65編成）・MA22編成（旧V66編成）が網干総合車両所から転入した。
- 113系電車（34両）
  - 福知山線（JR宝塚線）のラッシュ時の快速列車を中心に運用されていたが、2012年3月17日のダイヤ改正により運用されなくなった。
- 205系電車（28両）
  - 205系のうち0番台の7両編成4本が配置されている。
  - 2010年12月に日根野電車区から転入した[9]。2011年3月12日以降、東海道本線（JR京都線・JR神戸線）京都 - 尼崎間で運用を再開した[10]。
- クモヤ145形電車（1両）
  - 事業用車両の牽引車で、1004の1両が配置されている。

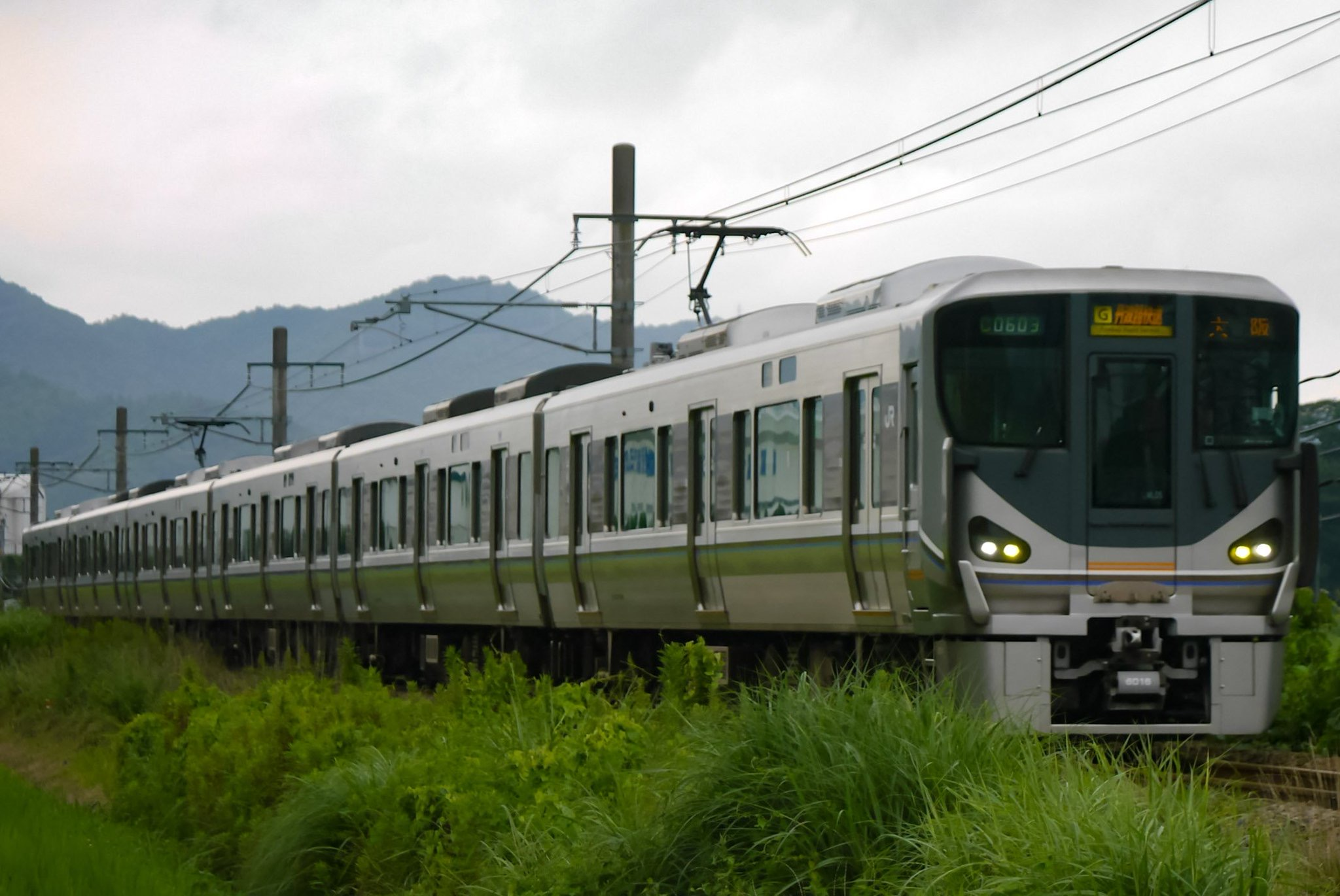
225系6000番台
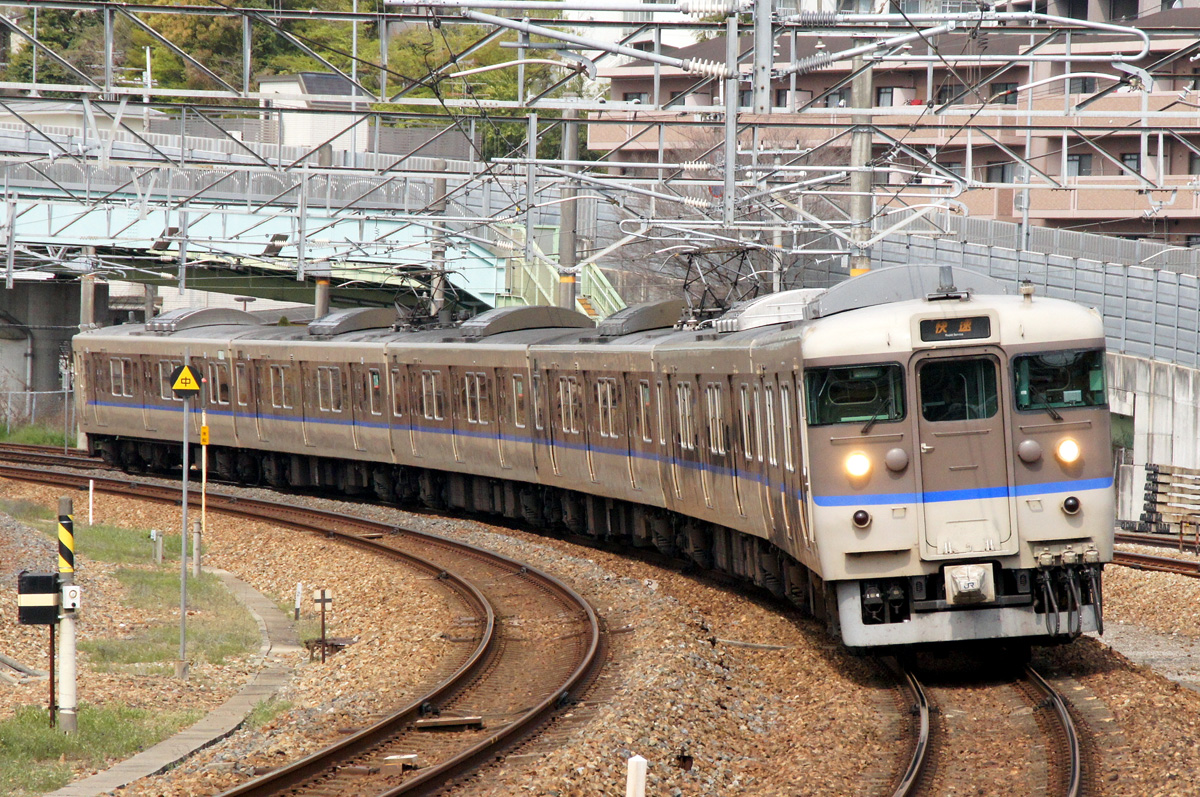
113系
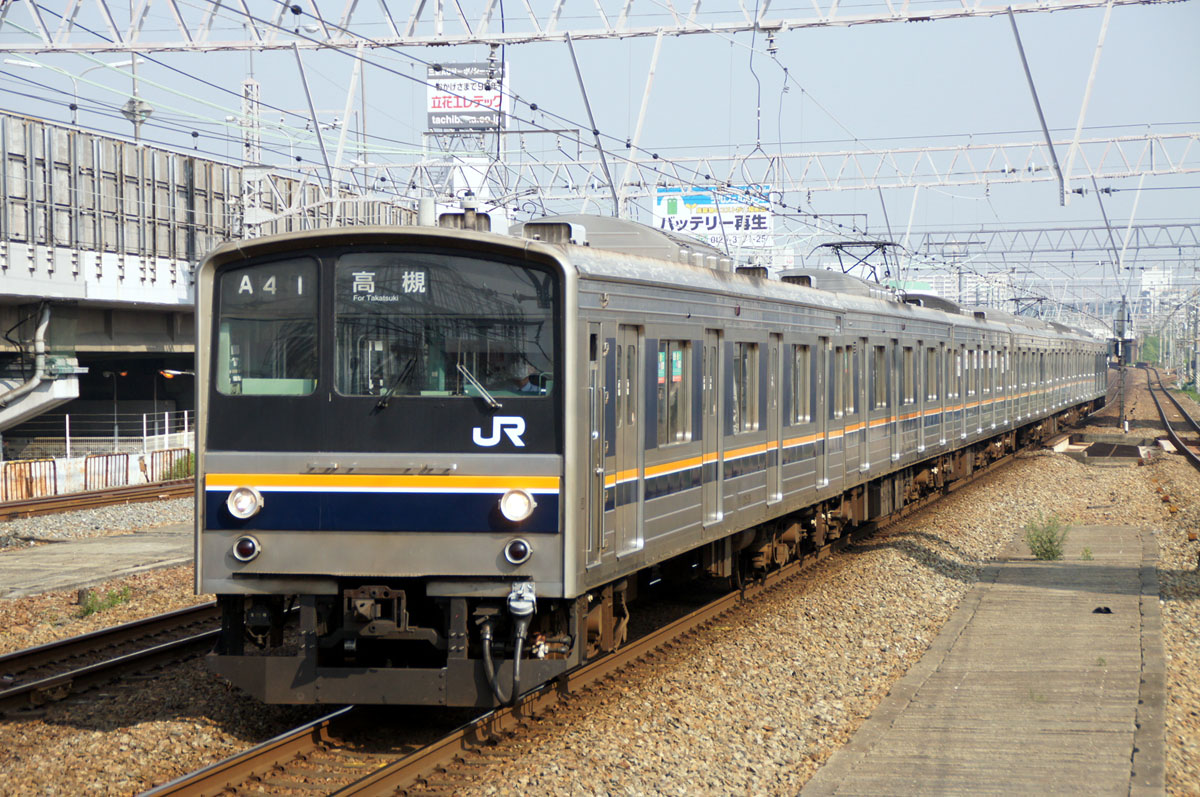
205系0番台

##### 客車
- 24系客車（31両）

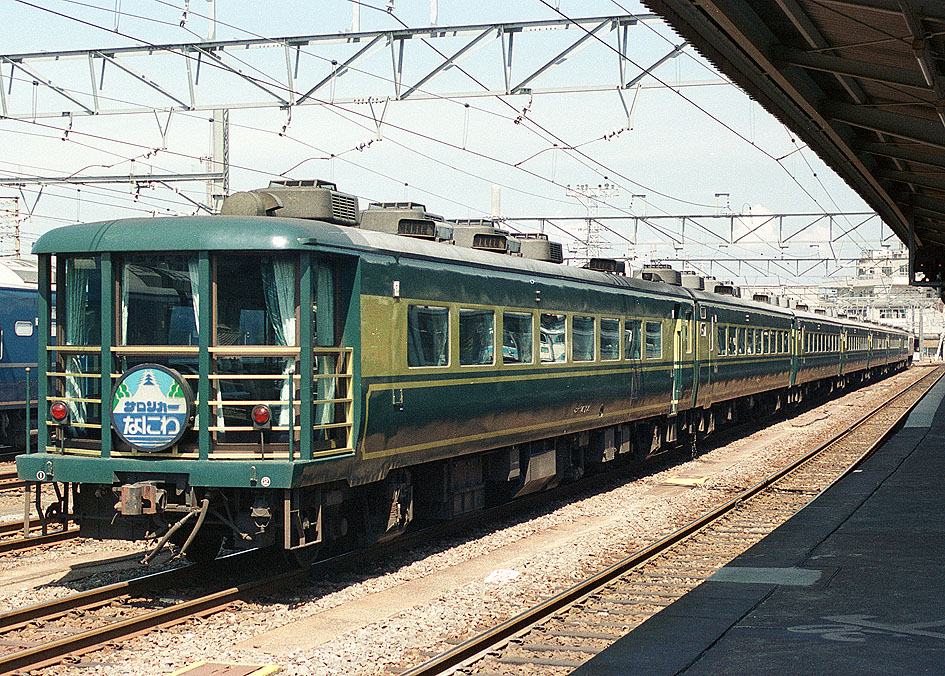
サロンカーなにわ

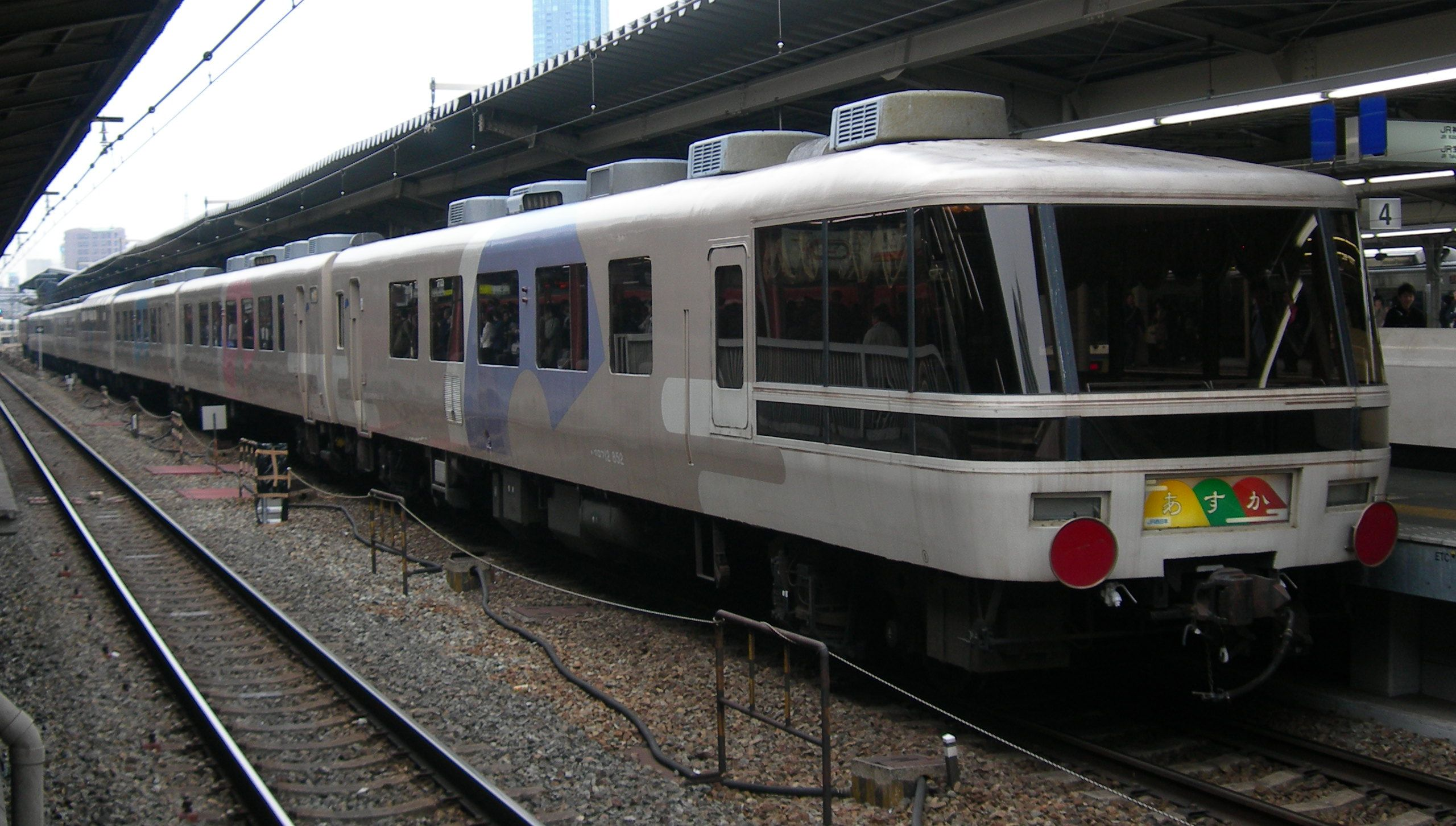
あすか

  - 寝台特急「トワイライトエクスプレス」用10両編成3本など、31両が配置されている。

すでに廃車解体され、一部は京都鉄道博物館へ移設されている。
- 12系客車（12両）
  - 臨時列車用の6両と、ジョイフルトレイン「あすか」編成のうち6両の計12両が配置されている。臨時列車用の6両は「SL北びわこ号」などにも使用されている。
- 14系客車（8両）
  - ジョイフルトレイン「サロンカーなにわ」7両編成1本、ジョイフルトレイン「あすか」編成のうち1両など、計8両が配置されている。
- マイテ49形客車（1両）
  - 「SLやまぐち号」などの臨時列車の最後尾に連結して運用されている展望車で、1両が配置されている。
- オヤ31形客車（1両）
  - 建築限界測定用試験車。

##### 機関車
- DD51形ディーゼル機関車（5両）
  - 客車やJR西日本の工事列車を牽引している。
- DE10形ディーゼル機関車（2両）
  - うち1両はジョイフルトレイン「きのくにシーサイド」の牽引車であった。
  - 運転所内の入換作業に使用されている。

### 保存車両
- EF15形電気機関車 - 158号機が保存されているが、車籍は2011年10月31日に抹消されている[11]。

### 過去の配置車両
- 42系電車
- 80系電車
- 153系電車
- 155系電車
- 163系電車
- 165系電車
- 167系電車
- 103系電車
- 117系電車
- 207系電車（1993年 - 1997年）

### 過去の保存車両

#### 保存後に解体
- EF60形電気機関車 - 503号機が保存されていたが、2008年11月17日に運転所内で解体された。
- オハ35形・オハフ33形客車 - オハ35 26とオハフ33 48が保存されていたが、オハ35が1996年3月1日に[12]、オハフ33が2015年5月25日に解体された。
- スエ30形客車 - スエ30 2が保存されていたが、2015年5月25日に解体された。
- スロフ81形客車 - スロフ81 2111が保存されていたが、1996年2月29日に解体された[12]。
- マヤ43形客車 - マヤ43 2が保存されていたが、1996年2月26日に解体された[12]。

#### 当所で保存後に移設
- EF58形電気機関車 - 150号機が保存されているが、車籍は2011年10月31日に抹消されている[13]。塗装をぶどう色から国鉄標準色（青+クリーム）に塗装を復元した上で京都鉄道博物館での保存のため、2015年3月20日深夜に梅小路に輸送された。
- EF65形電気機関車 - 1号機が保存されているが、車籍はない。EF58 150やオロネ24と同じく、京都鉄道博物館での保存のため2015年3月20日深夜に梅小路に輸送された。
- オハ46形客車 - オハ46 13が書類上当所に在籍していたが、車籍は2011年10月31日に抹消されている[11]。同車は梅小路蒸気機関車館の側線に留置されていたが、そのまま京都鉄道博物館に収蔵された。

## 宮原操車場
宮原操車場（みやはらそうしゃじょう）は、東海道本線貨物支線（北方貨物線）から宮原総合運転所（現在の網干総合車両所宮原支所）への入出区線が分岐する停車場の名称（いわゆる信号場的な役割）として残っているほか、北方貨物線を経由せずに新大阪駅構内で分岐する回送線経由で直接入出区する列車の運転時刻表でも、当運転所は「宮原（操）」として記載されている。

### 歴史
- 1933年（昭和8年）
  - 9月1日：宮原操車場が開設される[14]。
  - 9月1日：宮原機関庫が発足[15]。
- 1934年（昭和9年）
  - 5月25日：西回り回送線が新設される。
  - 6月15日：宮原電車区が発足[16][17]。
- 1936年（昭和11年）9月1日：宮原機関庫を宮原機関区に改称。
- 1944年（昭和19年）10月17日：梅田機関区が発足[16]。
- 1985年（昭和60年）3月14日：梅田機関区が宮原機関区梅田支区に改称、宮原客貨車区大阪支区が廃止[18]。宮原機関区が車両無配置化。所属していたEF65形1000番台や波動用のEF58形は吹田機関区に転属した。
- 1986年（昭和61年）11月1日：神戸港貨車区鷹取派出所が宮原客車区鷹取派出所に、宮原機関区梅田支区が大阪機関区に、宮原機関区が大阪機関区宮原派出所に、高槻電車区吹田派出所が宮原電車区吹田派出所になる[18]。
- 1987年（昭和62年）4月1日：国鉄分割民営化により、西日本旅客鉄道に継承[14]。
- 1989年（平成元年）3月11日：京都電車区高槻派出所が、宮原電車区高槻派出所になる[19]。
- 1993年（平成5年）6月1日：高槻派出所が吹田工場高槻派出所になり、高槻派出所が廃止[19]。
- 1996年（平成8年）6月1日：宮原電車区と宮原客車区が統合され、宮原運転所になる[20]。
- 1998年（平成10年）6月1日：宮原運転所と宮原操車場が統合され、宮原総合運転所になる[21]。ただし、信号場としての宮原操車場は存続。
- 2012年（平成24年）6月1日：組織改正により網干総合車両所に統合されて同所の宮原支所となり、宮原総合運転所が廃止[1]。

### 停車場としての隣の駅
西日本旅客鉄道（JR西日本）
東海道本線貨物支線（北方貨物線）
（貨）吹田貨物ターミナル駅 - 宮原操車場 - （塚本駅） - 尼崎駅